# Euphyia purpurifera
Euphyia purpurifera là một loài bướm đêm trong họ Geometridae.